# Egweil
Egweil (bairisch Öwe) ist eine Gemeinde im oberbayerischen Landkreis Eichstätt. Die Gemeinde ist Mitglied der Verwaltungsgemeinschaft Nassenfels.

## Geografie
Der Ort Egweil liegt etwa 15 Kilometer westlich von Ingolstadt, 13 Kilometer von Eichstätt und neun Kilometer von Neuburg an der Donau im Naturpark Altmühltal.

### Gemeindegliederung
Es gibt drei Gemeindeteile (in Klammern ist der Siedlungstyp angegeben):
- Egweil (Kirchdorf)
- Oberhaidmühle (Einöde)
- Unterhaidmühle (Einöde)

### Nachbargemeinden
|  | Nassenfels                                  |            |
|  | Kompassrose, die auf Nachbargemeinden zeigt | Ingolstadt |
|  | Bergheim                                    |            |

## Geschichte
Funde steinzeitlicher Geräte weisen auf eine frühe Besiedlung der Flur. An die römisch-keltische Besiedlung dieses Raumes erinnern heute noch der in der Kirchenmauer eingelassene römische Grabstein und aufgefundene Eisenschlacken aus der keltischen Epoche.
Schriftliche Urkunden zu Egweil beginnen mit dem Jahr 847. Bischof Gundekar II. weihte 1073 die Kirche in Egweil. Ein Ortsadel als Ministerialen des Eichstätter Bischofs ist von 1068 bis 1297 nachweisbar. Um 1214 gehörte Egweil einem Ritter names Graf Heinricht von Kallentheim, geriet dann aber in den Besitz der Zisterzienserabtei Kaisheim. Der Bischof von Eichstätt verlieh dem Kloster 1219 das Patronatsrecht über die Pfarrei Egweil, und seit 1239 stand dem Kloster der Zehent zu. Die enge Verbundenheit Egweils mit dem Kloster Kaisheim blieb bis zur Säkularisation bestehen. Im 16. Jahrhundert wurde die Kirche neu gebaut. Im Dreißigjährigen Krieg kam es 1634 im Dorf zu Zerstörungen; das beschädigte Pfarrhaus wurde bereits ein Jahr später erneuert. 1646 wurde das Schulhaus neu gebaut.
Bei der Gebietsreform 1972 konnte die Gemeinde ihre Selbständigkeit wahren.

### Einwohnerentwicklung
Zwischen 1988 und 2018 wuchs die Gemeinde von 918 auf 1201 um 283 Einwohner bzw. um 30,8 %.

## Politik

### Gemeinderat
Der Gemeinderat besteht aus zwölf Mitgliedern und dem Ersten Bürgermeister. Bei der Gemeinderatswahl am 15. März 2020 erreichten CSU (51,1 %) und die neu angetretene Egweiler Bürgerliste (ELB) (48,9 %) jeweils sechs Sitze. Die Wahlbeteiligung lag bei 75,13 %. Bei der Wahl 2014 entfielen alle zwölf Sitze auf die CSU, die den einzigen Wahlvorschlag vorgelegt hatte.

### Bürgermeister
Bürgermeister ist seit dem 1. Mai 2014 Johannes Schneider von der CSU; er wurde am 15. März 2020 mit 50,51 % der Stimmen für weitere sechs Jahre im Amt bestätigt. Zweiter Bürgermeister ist in der Amtszeit 2020–2026 Thomas Heinrich, der bei der Bürgermeisterwahl knapp (49,49 %) unterlegen war.

### Wappen und Flagge
| | Blasonierung: „In Blau eine silberne Egge, darüber eine goldene Krone.“ |
| Wappenbegründung: Die Egge war das für ihren Namen redende Siegelbild der ortsadligen Herren von Egweil, die von 1068 bis 1297 nachweisbar sind. Das Wappen findet sich auch an der Pfarrkirche. Die Egge ergibt zugleich eine für das Bestimmungswort des Orts- und Gemeindenamens redende Figur. Die goldene Krone und die Feldfarbe Blau sind dem Wappen der früheren Zisterzienserabtei Kaisheim entnommen, mit der Egweil jahrhundertelang eng verbunden war. Schon 1214 war das Kloster in Egweil begütert. Der Bischof von Eichstätt verlieh dem Kloster 1219 das Patronatsrecht über die Pfarrei Egweil, seit 1239 stand dem Kloster der Zehent zu. Kaisheim war bis zur Säkularisation 1803 in Egweil begütert. Dieses Wappen wird seit 1984 geführt. |                                                                         |

Die gleichzeitig genehmigte Gemeindeflagge zeigt drei Streifen in den Farben Weiß-Blau-Gelb mit dem Gemeindewappen mittig.

## Kultur und Sehenswürdigkeiten
Am 21. September 2011 bildeten die acht Kommunen Dollnstein, Wellheim, Nassenfels, Egweil, Oberhausen, Burgheim, Rennertshofen und Neuburg an der Donau die ARGE Urdonautal, eine Arbeitsgemeinschaft, deren Zweck in der Förderung und Koordinierung des Tourismus im Urdonautal liegt.

### Baudenkmäler

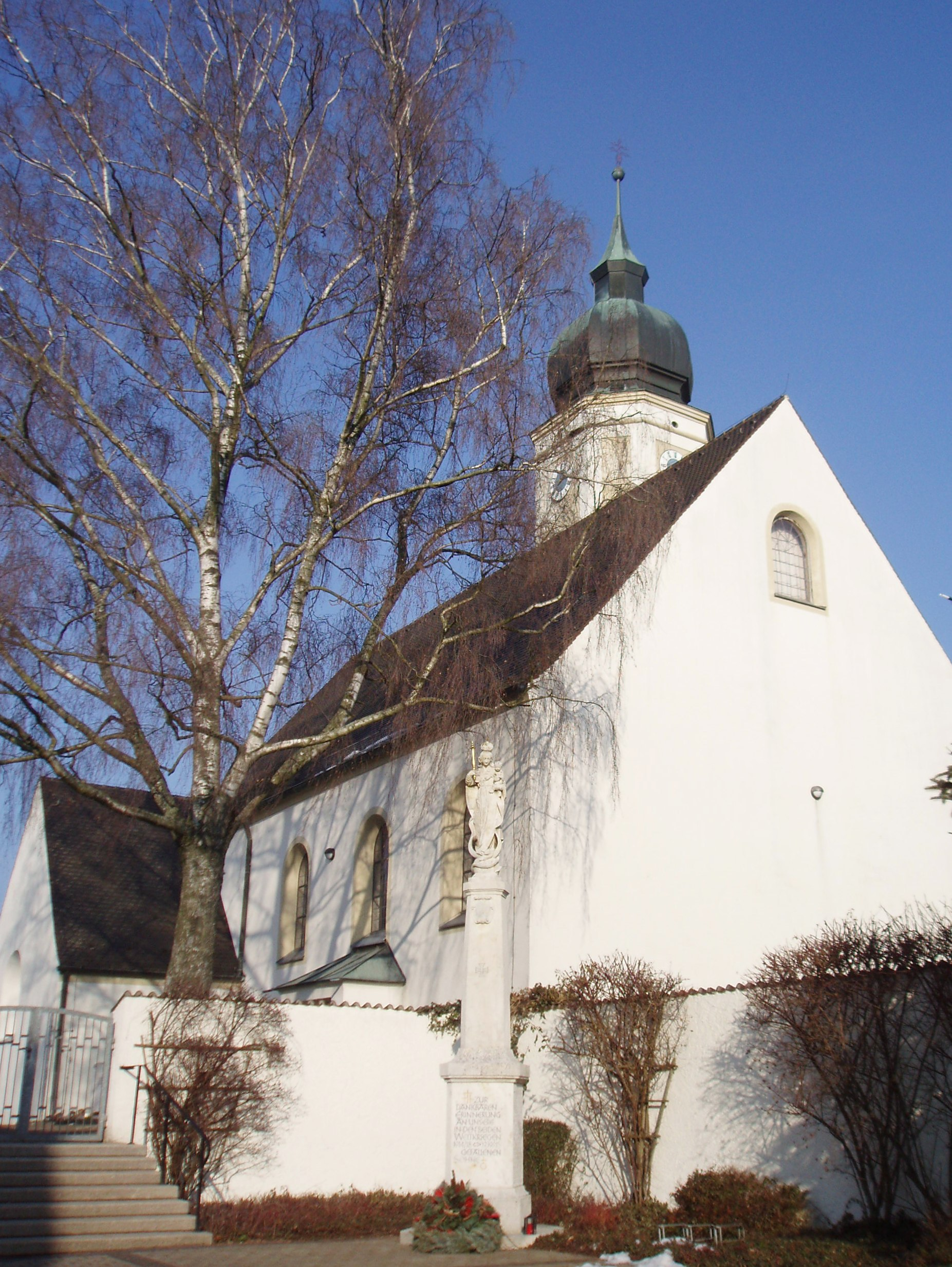
Pfarrkirche St. Martin

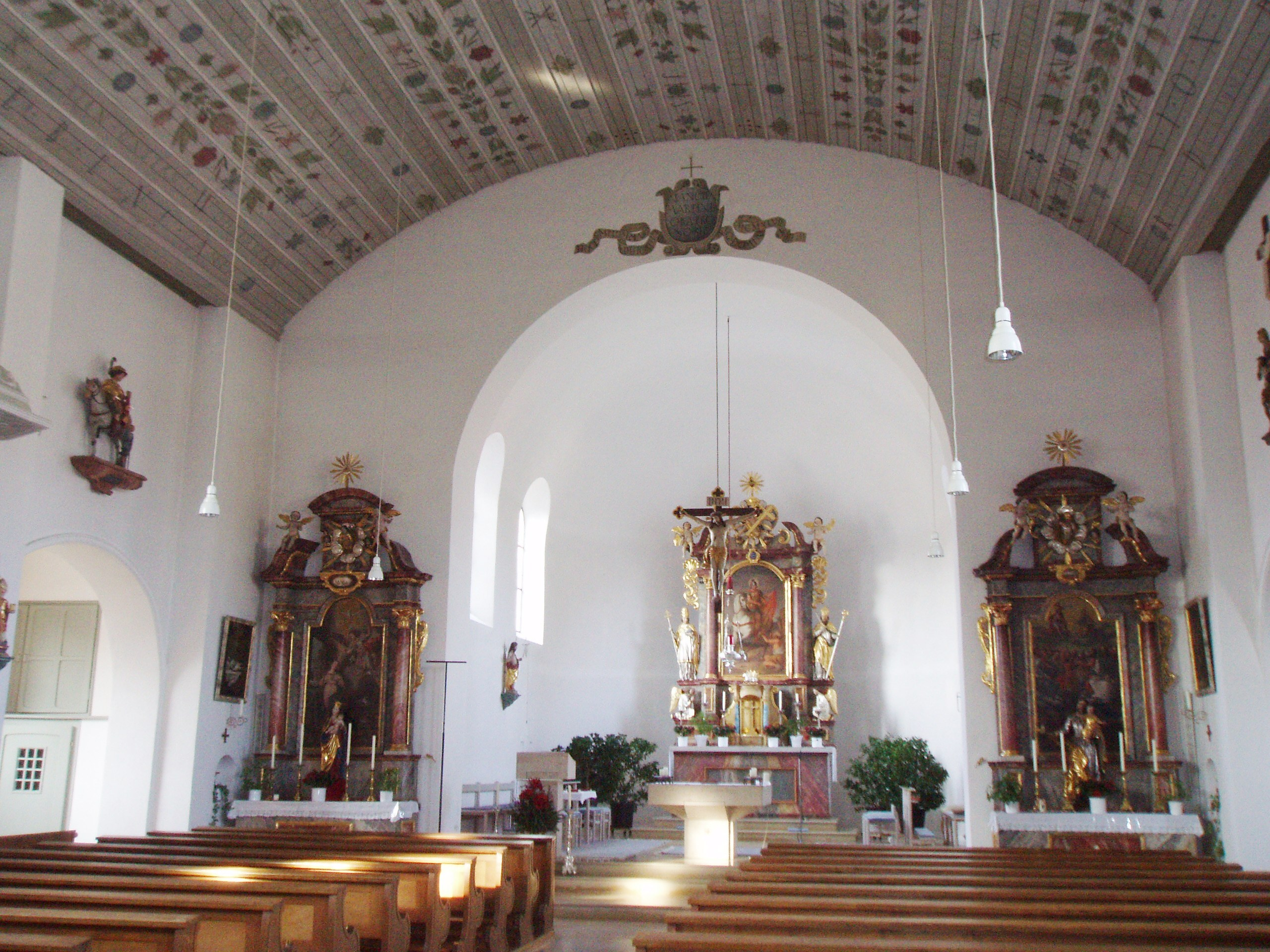
Blick in die Pfarrkirche

- Römischer Grabstein, in der Außenmauer der Kirche eingelassen, 48 × 70 cm, lateinischer Inschriftrest (übersetzt): „Den Manen. T. Flavius Paternius, Veteran der Ala 1 Flavia S., Bataver, hat der … Pom. (Vere)cunda, der getreuesten Gattin, die 45 Jahre gelebt hat, bei Lebzeiten (den Stein) für sich und seine Gattin machen lassen. Hier liegt sie begraben.“[7]
- Kath. Pfarrkirche St. Martin, 1947 bis 1950 mit Teilen des gotischen Vorgängerbaues neu gebaut. Barocke und Rokoko-Ausstattung; 4 Glocken von 1961 aus der Gießerei F. W. Schilling.[8]
- Alter Pfarrhof (Kirchweg 7), spätgotisch; Steilgiebelbau mit Eckerker; ausgebaut 1624–26, erneuert 1635; wiederholt umgebaut; auch nach dem Dreißigjährigen Krieg. Wappen von Kaisheim 1499.
- Modernes Wegkreuz, in Egweil, eine 3,8 m hohe Plastik des Eichstätter Bildhauers Alois Wünsche-Mitterecker, 1969 errichtet.[9]
- Unterhaidmühle (auch Gougamüh genannt) seit 1448 in Familienbesitz, an der Westseite der Mühle führt eine aus der Römerzeit stammende Brücke über die Schutter. 2011 wurde die neubarocke Fassade des denkmalgeschützten Jurahauses originalgetreu restauriert.

### Faschingsgarde
In Egweil gibt es seit 1986 eine erfolgreiche und weit über den Landkreis hinaus bekannte Garde mit dem Namen „Eggspatzen“. Diese Faschingsgesellschaft veranstaltet jedes Jahr einen großen Umzug, den viele Menschen auch von weit her besuchen.

## Wirtschaft und Infrastruktur

### Unternehmen
- Schiele & Hirsch GmbH Schuhfabrik
- Bauunternehmen Hoch- und Tiefbau Hirsch
- Versicherungs-Makler-Büro Neumeier & Bröhl

### Verkehr
Zur Bundesstraße 16, die von Ulm über Donauwörth nach Ingolstadt führt, sind es in südlicher Richtung etwa 10 km.

### Flugplatz
Einen Kilometer westlich von Egweil befindet sich der Flugplatz Neuburg-Egweil, ein ziviler Sonderlandeplatz, der u. a. von der Fliegergruppe Neuburg genutzt wird.

## Persönlichkeiten
- Nicolaus Appel oder Apel, * 1482 oder 83 in Egweil, ab 1522 Doktor der Theologie und Professor an der Universität Ingolstadt, später Prediger in Moosburg an der Isar, ein Gegner von Martin Luther, † 1545.[10]
- Christoph „Cico“ Beck (* 1984), als Musiker auch unter dem Projektnamen „Joasihno“ bekannt, wuchs in Egweil auf.
- Hans Hopfinger (* 1951), Kulturgeograph, hier geboren
- Joseph Renker (1933–2018), Theologe, Religionspädagoge und katholischer Geistlicher (Ehrenbürger)